# Aqui Maranhão
Aqui Maranhão foi um tabloide pertencente ao grupo Diários Associados e sua sede estava localizada na cidade de São Luís, no Maranhão. O grupo também publica o jornal O Imparcial.
Chegou a ser o jornal mais popular da cidade, devido a seu preço acessível a todas as classes inicialmente quando foi criado, quando era vendido á apenas R$ 0,50 centavos nos terminais de integração da cidade. A marca registrada de sua primeira página era ter sempre uma imagem impactante, além de utilizar com notícias curtas, com síntese e variedade de informações. Foi o campeão de vendas desde sua fundação em 2008. Em 2011, atingiu uma média de 50.000 exemplares vendidos diariamente.
Sua última edição impressa foi publicada em 4 de fevereiro de 2019.